# یک کریسمس شگفت‌انگیز
یک کریسمس شگفت‌انگیز (ایتالیایی: Un Natale stupefacente) یک فیلم کمدی ایتالیایی به کارگردانی وُلفانگو دِ بیازی است که در سال ۲۰۱۴ منتشر شد.

## بازیگران
- لیلو و گرگ
- آمبرا آنجولینی
- پائولو میناچونی
- فرانچسکو مونتاناری
- پائولو کالابرزی